# جری مندی
جری مَـندی (انگلیسی: Jerry Mandy؛ ‏ ۵ ژوئن ۱۸۹۲ – ۱ مهٔ ۱۹۴۵) بازیگر اهل ایالات متحده آمریکا بود.
از فیلم‌هایی که وی در آن‌ها نقش داشته‌است، می‌توان به یک شب در استوا، این یک هدیه‌ست، با عشق و نارضایتی، دنیای تبهکاران، نامه‌های عاشقانه ایو، رگدی رز، ۴۵ دقیقه از هالیوود، مجنون چون روباه، کک‌های جنجال‌آفرین و در پشت جبهه اشاره نمود.